# Robert Casier
Pour les articles homonymes, voir Casier.
Robert Casier est un hautboïste, chambriste et pédagogue français né le 15 juillet 1924 à Champigny-sur-Marne et mort le 22 avril 2010 à Paris.

## Biographie
Robert Gustave Georges Casier naît le 15 juillet 1924 à Champigny-sur-Marne,.
Il étudie au Conservatoire national supérieur de musique de Paris, où il est élève de Louis Bleuzet, Étienne Baudo et Pierre Bajeux pour le hautbois, Yvonne Desportes pour l'harmonie et Fernand Oubradous pour la musique de chambre.
En 1944, il est lauréat des Premiers prix de hautbois et de musique de chambre au Conservatoire de Paris.
En 1952, il obtient le prix de la Critique internationale à Buenos Aires et en 1954 le Grand Prix international d'exécution musicale à Genève.
Comme musicien d'orchestre, Robert Casier est hautbois solo de la Société des concerts du Conservatoire entre 1953 et 1967 et premier hautbois de l'Opéra de Paris entre 1959 et 1989.
Parallèlement, il mène une activité de soliste et chambriste. Il fonde en 1944 le Quintette à vent de Paris, qu'il anime jusqu'en 1985, l'Association française de musique de chambre en 1960, un duo musette et clavecin en 1971 et crée le Festival Couperin en Centre-Brie en 1973. En 1968, il met au point une musette, première copie d'une musette d'époque.
Comme interprète, il est le créateur d’œuvres de Roger Boutry (Sonate pour hautbois et piano, avec le compositeur au piano), André Jolivet (Sonate pour hautbois et basson, 1954), Francis Poulenc (Sonate pour hautbois et piano, 1963, avec Jacques Février).
Comme pédagogue, Robert Casier est professeur au Conservatoire de Rouen entre 1945 et 1951, puis professeur au Conservatoire de Montreuil.
Il meurt le 22 avril 2010 à Paris (18e arrondissement de Paris).